# Laika Caravans
Die Laika Caravans S.p.A. mit Sitz in San Casciano in Val di Pesa (Toskana, Italien) ist ein italienischer Premium-Hersteller von Wohnmobilen. Das Unternehmen wurde 1964 von Giovanbattista Moscardini gegründet und gehört seit 2000 zur deutschen Erwin Hymer Group.

## Geschichte
Giovanbattista Moscardini gründete 1964 das Unternehmen Laika und benannte es nach Laika, der ersten Hündin im Weltraum. Im Jahr 1964 produzierte das Unternehmen seinen ersten Wohnwagen, den „500“, als Zeichen dafür, dass er auch von einem Kleinstwagen, wie dem Fiat Nuova 500, geschleppt werden konnte. Das erste Wohnmobil, die Baureihe Motorpolo, wurde 13 Jahre später, im Jahr 1977 produziert. Mit der Baureihe Laserhome betrat Laika im Jahr 1980 auch internationales Terrain und begann erstmals seine Reisemobile zu exportieren. Das erste Maxi-Reisemobil von Laika, die Baureihe Mito, wird 1991 ins Leben produziert – ein Jahr vor Markteinführung des Wohnmobils, das später zum Flaggschiff der Marke wurde. Im Jahr 1992 feiert das erste Wohnmobil der historischen Ecovip-Baureihe seine Markteinführung. Besonders typisch für diese Baureihe ist das markentypische Doppelfenster auf der Vorderseite des Alkovens, das dieses Modell seither von allen anderen unterscheidet. Die Baureihe Kreos, die bis heute für futuristisches Design und gebogene Wände steht, feierte 1999 ihre Premiere.
Im Jahr 2000 wurde das Laika Caravans von der Hymer AG übernommen. Im Jahr 2002, zehn Jahre nach Markteinführung des ersten Ecovips, wurde die Baureihe neu aufgesetzt. Der neue Ecovip zeichnete sich durch geschwungene Linien, abgerundete Formen und außergewöhnliches Design aus. 2005 wurde die Baureihe X auf den Markt auf den Markt gebracht. Im Jahr darauf folgte die Markteinführung des Rexosline mit seinem exklusiven Stil im Automotiv-Außendesign, seinen zwei GFK-Kabinentüren, der geringen Bauhöhe und einem aerodynamischen Profil. Im Jahr 2009 führte Laika den teilintegrierten Kreos 5000 SL ein, gefolgt von den ebenfalls teilintegrierten Kreos 5000er Modelle im darauf folgenden Jahr. Durch die Einführung der Kreos-Modell festigte Laika Caravans seine Stellung auf dem Markt der Freizeitfahrzeuge im Premium-Segment. Die Baureihe Kreos wurde im Jahr 2011 um die integrierten Reisemobile ergänzt. Im Jahr 2012 erfolgte dann die Einführung des Rexosline 9009.
Im Februar 2016 zog das Unternehmen in die neuerbaute Geschäfts- und Produktionsstätte in San Casciano in Val di Pesa. Das neue Werk wurde im Beisein des italienischen Ministerpräsidenten Matteo Renzi eingeweiht und gilt als eine der fortschrittlichsten Produktionsstätten für diesen Industriezweig in Europa.
2017 und 2018 erweiterte das Unternehmen die Baureihe Kreos um weitere Modelle, die für eine Festigung der Markenpositionierung im oberen Segment sorgten. Ebenfalls 2018 erfolgte die Markteinführung der neuen Baureihe Kosmo, die sich mehr an den Bedürfnissen von Familien orientiert. Den Trend zu Camper Vans und kompakteren Fahrzeugen nahm Laika im Jahr 2019 mit der Einführung des Kosmo Vans und des Kosmo Camper Vans auf und ergänzte damit seine Angebotspalette. Ebenfalls 2019 wurde die Erwin Hymer Group vom amerikanischen Reisemobilhersteller Thor Industries Inc. übernommen.
Heute gliedert sich die Angebotspalette von Laika in Alkoven, teilintegrierte und integrierte Reisemobile sowie Camper Vans und Vans der Baureihen Kosmo, Ecovip und Kreos.